# Annette Gerritsenová
Annette Gerritsenová (* 11. října 1985 Ilpendam, Severní Holandsko) je nizozemská rychlobruslařka se specializací na krátké tratě – sprinty.
Od roku 2003 se pravidelně účastní nizozemského mistrovství, v roce 2004 poprvé soutěžila na mistrovství světa juniorů, kde skončila na 11. místě, v soutěži družstev ale nizozemský tým, jehož byla součástí, šampionát vyhrál. Na následujícím mistrovství v roce 2005 družstvo úspěch zopakovalo, Gerritsenová navíc přidala stříbrnou medaili v individuální soutěži. V té době také začala soutěžit ve Světovém poháru, v následující sezóně se zúčastnila zimních olympijských her 2006 v Turíně, kde bylo jejím nejlepším výsledkem 12. místo na trati 500 m. První seniorské medaile získala Gerritsenová v sezóně 2007/2008. Tehdy byla třetí na sprinterském mistrovství světa i na světovém šampionátu na jednotlivých tratích v závodech 500 a 1 000 m. Rovněž se umístila na 2. místě v celkovém hodnocení Světového poháru na trati 500 m. Na zimních olympijských hrách 2010 získala stříbrnou medaili na trati 1 000 m, druhá byla i na mistrovství světa v rychlobruslení ve sprintu 2011.